# Reithalle (Coburg)

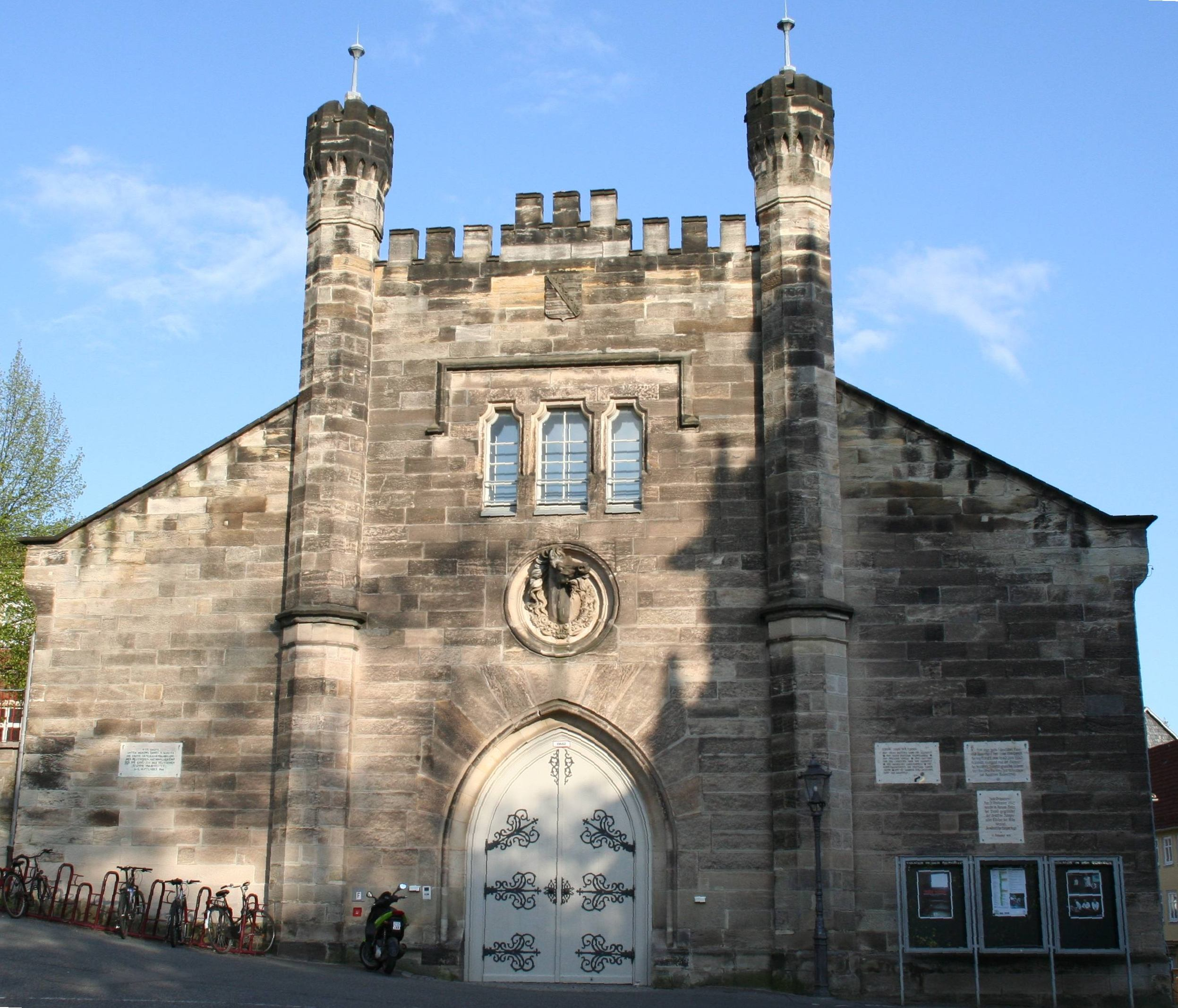
Westfassade

Die Coburger Reithalle ist ein eingeschossiger neugotischer Sandsteinquaderbau mit Satteldach am Coburger Schlossplatz. Die Reithalle wurde 1852 im Auftrag von Herzog Ernst II. nach Plänen des Malers und Baumeisters Georg Konrad Rothbart errichtet. Das Bauwerk ersetzte die 1835 abgerissene Reitbahn am südlichen Ende des Marstallgebäudes. 
Die Westfassade zum Coburger Schlossplatz ist gekennzeichnet durch ein breites Spitzbogenportal, darüber ist ein Tondo mit einem plastischen Pferdekopf von Theodor Behrens angeordnet, seitlich eingerahmt durch zwei Zinnentürme.
In der herzoglichen Reithalle wurde im Juni 1860 das Erste Deutsche Turn- und Jugendfest sowie im September die erste Generalversammlung des Deutschen Nationalvereins veranstaltet. Zwei Jahre später im Jahr 1862 folgte die Gründung des Deutschen Sängerbundes in der Halle. Gedenktafeln an der Fassade erinnern an die Ereignisse.
Nach der Abdankung des letzten Coburger Herzogs Carl Eduard war die Reithalle Kulissenlager des Landestheaters. Seit 1985, nach einer Generalsanierung, wird die Reithalle als Studiobühne des Landestheaters Coburg genutzt. Das modern eingerichtete Studiotheater weist 99 Sitzplätze und eine Probebühne auf.